# Igreja da Santa Casa da Misericórdia de Alvor
A Igreja da Santa Casa da Misericórdia de Alvor é um monumento religioso na localidade de Alvor, na região do Algarve, em Portugal.

## Descrição e história
O imóvel encontra-se no centro de Alvor, junto à Praça da República e da rua 25 de Abril. Situa-se nas imediações da Igreja Paroquial de Alvor, estando inserida na zona de protecção daquele monumento. A fachada principal termina numa empena com abas ligeiramente curvadas. No interior, a igreja é formada por uma só nave, capela-mor e sacristia, com decoração em estuque. São de especial interesse os elementos do púlpito, no lado esquerda, e um vitral retratando a Rainha Santa Isabel, padroeira da Igreja, com o milagre das rosas. Destaca-se igualmente o presépio que é habitualmente exposto durante a época natalícia, e que é considerado o maior na freguesia, tendo sido montado pelos irmãos da misericórdia.
A Santa Casa da Misericórdia de Alvor foi fundada no século XVI, mas só em 1652 é que surgem as primeiras referências documentais à existência da igreja. Em 1884 foi alvo de obras, com a instalação do revestimento em estuque e do soalho. Foi danificada pelo sismo de 28 de Fevereiro de 1969, mas as obras de reparação só foram feitas em 1979, incidindo sobre a capela-mor e a cobertura. Sofreu trabalhos de restauro em 1997.